# Самаль (звание)

Нарукавный знак различия (нашивка) воинского звания Самаль в сухопутных войсках и Военно-воздушных силах ВС Израиля.

Нарукавный шеврон в ВМФ Израиля

Сама́ль (ивр. סַמָּל‎) — воинское звание в войсках и силах Армии обороны Израиля (Вооружённых силах Израиля).

## История
Самаль (этимология на основе акронима от ивр. סֶגֶן מחוּץ לַמִנָין‎ се́ген ми-ху́ц ла-минья́н (буквально «лейтенант вне состава/кворума»), в качестве аналогии англ. NCO — унтер-офицер) — неофицерское воинское звание Армии обороны Израиля.
Звание было введено в 1948 году при образовании государства Израиль.
Изначально звание «Самаль» использовалось в сухопутных войсках и военно-морском флоте (ВМС), а в военно-воздушных силах (ВВС) ему соответствовало звание «Самаль Авир» (ивр. סמל אוויר‎ — «авиационный сержант»). С начала 1951 года все рода войск имеют единое воинское звание «Самаль» .
В современной армии, авиации и флоте соответствует (примерно) воинскому званию «сержант» в ВС России и многих других стран.

## Знаки различия
На обоих рукавах военной формы носится нарукавный знак различия (нашивка) с тремя горизонтальными полосками.
Цвет нашивки различается в зависимости от рода войск: светло-зеленый в сухопутных войсках, темно-синий в ВВС и золотистый в ВМС.

## Присвоение
Присваивается солдатам боевых частей через 10, а вспомогательных — через 12 месяцев после присвоения звания «Рав Турай». Кроме того, это звание присваивается окончившим курсы младших командиров (командиров отделений, танков, артиллерийских расчётов и т. п.) вне зависимости от того, сколько времени они прослужили в предыдущем звании.